# Уэбстер, Бриттани
Бриттани Уэбстер (англ. Brittany Webster; род. 25 июня 1987 года, Торонто) — канадская лыжница, участница Олимпийских игр в Сочи. Специализируется в дистанционных гонках.
В Кубке мира Уэбстер дебютировала 16 января 2009 года, на следующий день впервые попала в тридцатку лучших на этапе Кубка мира. Всего имеет на своём счету 2 попадания в тридцатку лучших на этапах Кубка мира, 1 в командных соревнованиях и 1 в личных гонках. Лучшим достижением Уэбстер в общем итоговом зачёте Кубка мира является 88-е место в сезоне 2008-09.
На Олимпийских играх 2014 года в Сочи стартовала в четырёх гонках: скиатлон — 51-е место, 10 км классическим стилем — 42-е место, эстафета — 14-е место, масс-старт на 30 км — 46-е место.
За свою карьеру принимала участие в одном чемпионате мира, на чемпионате мира 2013 её лучшим результатом в личных гонках стало 57-е место в скиатлоне.
Использует лыжи производства фирмы Fischer.